# Emil Torday
Emil Torday, född 22 juni 1875 i Budapest i Ungern, död 9 maj 1931 i London i Storbritannien, var en ungersk antropolog. 
Emil Torday studerade vid Münchens universitet, men började arbeta utan genomförd examen på en bank i Bryssel i Belgien. 
Under vistelse i Belgiska Kongo utvecklade han intresse för antropologi. Efter återkomst till Europa träffade han antropologen Thomas Athol Joyce (1878–1942), som arbetade på British Museum. År 1907 genomförde han en expedition för British Museum i Kwangobäckenet i Belgiska Kongo, där han införskaffade en samling på 3.000 objekt från Kungariket Kuba till museet. Särskilt förnämliga var tre kungliga ndopstatyetter. Hans arbete fick en erkänsla 1910, då han mottog "Kejsardömets guldmedalj för vetenskap och konst" av Österrikes kejsare.
Han gifte sig 1910 med skotskan Gaia Rose Macdonald. Paret fick dottern, romanförfattaren, Ursula Torday (1912–1997).